# Tremezzina

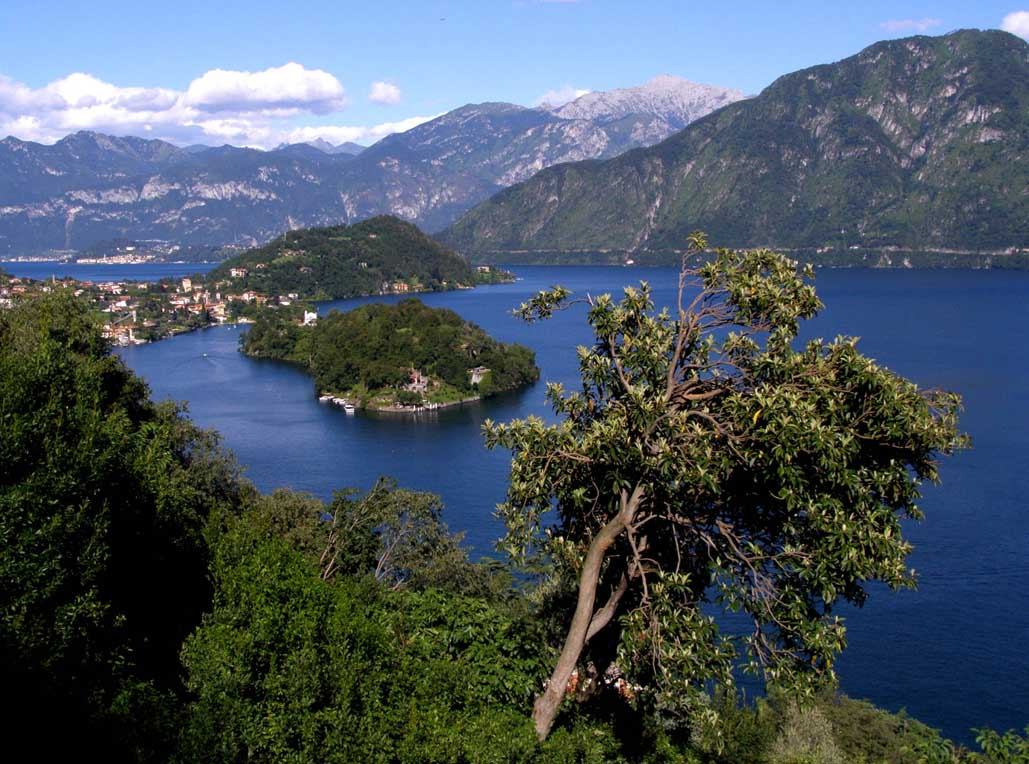
L'île Comacina, la péninsule de Lavedo et la Zoca de l'oli.

Tremezzina (Tremezena en dialecte de Côme, prononcé : [tremeˈʣena]) est une commune italienne de 5 020 habitants située dans la province de Côme, en Lombardie.
Cette commune dispersée, créée le 4 février 2014 à la suite de la fusion des anciennes communes de Lenno, Mezzegra, Ossuccio et Tremezzo, est particulièrement réputée pour le tourisme aristocratique, qui s'y est développé à partir du XVIIIe siècle. De nos jours encore, les villas avec jardins et les hôtels y sont nombreux et réputés.

## Toponyme
La municipalité de Tremezzina tire son nom de l'ancienne commune de Tremezzo, dont le nom signifie « terre du milieu », qui détient le label des « plus beaux villages d'Italie » 
(I borghi più belli d'Italia).

## Histoire
Les liens entre Lenno, Mezzegra et Tremezzo remontent à la période médiévale, lorsque la paroisse de Lenno a eu un maire unique pour les trois communes. La première commune unique fut créée par le décret napoléonien du 14 juillet 1807, mais cette fusion fut annulée neuf ans plus tard par les Autrichiens après la chute de Napoléon et le Congrès de Vienne, qui leur a attribué des territoires italiens (Lombardie et Vénétie).
La commune de Tremezzina a été créée une première fois sous ce nom en 1928 à la suite de la fusion des communes de Lenno , Mezzegra et Tremezzo. Le 28 avril 1945, Benito Mussolini et Claretta Petacci sont fusillés dans la ville alors connue sous le nom de Mezzegra. La commune de Tremezzina est ensuite supprimée en 1947 et les communes préexistantes sont reconstituées à sa place.
En 1968, la zone pastorale de Tremezzina a été établie dans le diocèse de Côme, qui comprend dix-neuf paroisses le long de la côte d'Argegno à San Siro et au Val Menaggio (it).
En juin 2000, Lenno, Ossuccio, Tremezzo et, par la suite, également Mezzegra, avec les municipalités de Colonno et Griante , ont formé l'Union des municipalités de Tremezzina.
La commune de Tremezzina a ensuite été rétablie en 2014 par la fusion des communes de Lenno, Mezzegra, Ossuccio et Tremezzo . Le processus prévoyait un référendum consultatif dans les quatre institutions, qui a eu lieu le 1er décembre 2013, au cours duquel 63 % des électeurs se sont exprimés en faveur du projet d'institution.

## Administration
| Période                                  | Période  | Identité     | Étiquette                     | Qualité |
| ---------------------------------------- | -------- | ------------ | ----------------------------- | ------- |
| 25/05/2014                               | En cours | Mauro Guerra | Lista civica Nuova Tremezzina |         |
| Les données manquantes sont à compléter. |          |              |                               |         |

### Hameaux
Albana, Azzano, Balogno, Lenno, Mezzegra, Ossuccio et Tremezzo.

### Communes limitrophes
Les communes attenantes à Tremezzina sont Bellagio, Bene Lario, Colonno, Grandola ed Uniti, Griante, Lezzeno, Menaggio, Ponna, Porlezza, Sala Comacina.

## Armoiries
Les armoiries et le drapeau de la commune de Tremezzina ont été accordés par décret du président de la République en date du 13 juin 2017.
« Armoiries tronquées ; dans le premier, d'azur, au soleil d'or ; dans le second, de vert, au phénix d'argent , langueté et allumé de rouge, sur son immortalité sortant de la pointe, du même. Ornements extérieurs de la commune.
Le drapeau est un tissu blanc bordé de bleu.

## Monuments et lieux d'intérêt
- L'île Comacina (Isola Comacina)  — la seule île du lac de Côme — située en face d'Ossuccio, en correspondance avec l'entrée sur la côte ouest de la branche de Côme entre Argegno et la péninsule de Lavedo, dans les eaux en face de la Zoca de l'Oli.

### Architecture religieuse
- Le Sacro Monte della Beata Vergine del Soccorso à Ossuccio fait partie du groupe de neuf monts sacrés inscrits sur la liste du patrimoine mondial de l'UNESCO en 2003.
- L'église, sanctuaire de la Beata Vergine del Soccorso, a été construite sur un terrain imperméable, sur des rochers d'une beauté rugueuse et sauvage, où se dressait déjà un ancien édifice de culte : son corps principal a été achevé en 1537. Les quatorze chapelles, toutes construites entre 1635 et 1710, de plan central, elles sont de style baroque agrémentées de 230 statues grandeur nature en stuc et en terre cuite réalisées par différents artistes : Agostino Silva, Carlo Gaffuri et Innocenzo Torriani.

### Architecture civile
Le territoire de Tremezzina compte d'innombrables villas d'importance historique et architecturale.
Parmi celles-ci, on ne peut manquer de mentionner :
- la Villa Carlotta, située dans la localité de Tremezzo, un bâtiment du XVIIIe siècle, devenu la propriété de Gian Battista Sommariva qui abrita d'importantes œuvres d'Antonio Canova et de Luigi Acquisti ;
- la Villa Balbianello située à Lenno, sur la pointe de la péninsule de Lavedo, un promontoire qui s'étend dans le lac de Côme et qui a pris le nom de « Balbianello » du bâtiment lui-même. Le complexe appartient au Fondo Ambiente Italiano (FAI) ;
- d'autres villas remarquables sont la Villa Pessina, la Villa Sola Busca, la Villa Aureggi, la Villa Monastero et la Villa del Balbiano.

## Culture
- À Lenno, Dino Risi tourne en 1961 quelques scènes du film Une vie difficile (Una vita difficile) avec Alberto Sordi.
- À Lenno, la Villa Balbianello et ses jardins ont été utilisés pour le tournage tournage dans le film Un mois au bord du lac (1995)
- La Villa Balbianello a été utilisée pour le tournage de quelques scènes du film de science fiction de George Lucas Star Wars, épisode II : L'Attaque des clones (2002)
- Au même endroit quelques scènes du film Casino Royale (2006) de Martin Campbell ont été tournées.

## Infrastructures et transports
La commune de Tremezzina est concernée par le tracé de la route nationale 340 Regina qui la relie à Côme.
Il est possible d'atteindre et de se déplacer dans la municipalité de Tremezzina en bus, la ligne Como-Colico C10 de la société de transport ASF.
La ville est reliée par des bateaux et des hydroptères à la ligne de navigation du lac de Côme-Colico et par des ferries avec les autres villes du centre du lac.
- Arrêts : Isola Comacina (Ossuccio), Campo e Lenno (Lenno), Tremezzo et Villa Carlotta (Tremezzo).

## Crédit d'auteurs
- (it) Cet article est partiellement ou en totalité issu de l’article de Wikipédia en italien intitulé « Tremezzina » (voir la liste des auteurs).